# Дамасценон
Дамасценоны — это ряд близкородственных химических соединений, которые являются составляющими множества эфирных масел. Дамасценоны относят к группе соединений, так же известных, как кетоны цветка розы. Эта группа включает в себя как дамасценоны, так и иононы. Бета-Дамасценон имеет очень важное значение в парфюмерной индустрии, являясь основным соединением, дающим запах розы. Так же его ценность заключается в том, что для получения аромата необходима лишь небольшая концентрация бета-Дамасценона.
Дамасценоны получают при помощи разложения каротиноидов.
В 2008 году (E)-β-дамасценон был обнаружен в Бурбоне, как основной ароматизатор.

## Биосинтез
Биосинтез β-дамасценона начинается с реакции фарнезила пирофосфата и изопентила пирофосфата, в результате которой получается геранилгеранил пирофосфат.
Затем, две молекулы геранилгеранила пирофосфата конденсируются для образования фитоена, путем отсоединения дифосфата и смещения протонов под действием фермента-катализатора фитоэнсинтаза. После этого фитоен проходит череду реакций дегидротации под действием фермента фитоендесатураза, вследствие чего сначала получается фитофлюен, а затем ζ-каротин. Так же возможны реакции с ферментами Crtl и CrtP. Следующие реакции дегидротации проходят в присутствии фермента ζ-каротиндесатураза. В этих реакциях получают нейроспорен, с последующим образованием ликопина. Другие ферменты, способные катализировать эту реакцию — это Ctrl и CrtQ. В последующем, ликопин циклизуется в течение двух реакций в присутствии фермента ликопин-β-циклаза. Продуктами этих реакций являются γ-каротин и β-каротин.